# Catedral del Espíritu Santo (Villarrica)
La Catedral Espíritu Santo o simplemente Catedral de Villarrica es el nombre que recibe un edificio religioso afiliado a la Iglesia Católica que se ubica en la ciudad de Villarrica, capital del Departamento de Guairá, Paraguay,
El templo sigue el rito romano o latino y es la iglesia madre de la diócesis de Villarrica del Espíritu Santo (Dioecesis Villaricensis Spiritus Sancti) que fue creada en 1929 mediante la bula "Universi Dominici" del papa Pío XI.
Su historia se remonta a 1683 cuando los franciscanos construyeron un oratorio en el mismo lugar. La actual estructura fue concluida en 1891 posee una torre del Reloj y tres campanas siendo la más antigua del año 1781.